# Аптечный дом (Выборг)
Аптечный дом — жилое здание с коммерческими помещениями в Выборге. Расположенный на главной городской площади — Красной — четырёхэтажный дом был включён в перечень памятников архитектуры Выборга в качестве выявленного объекта культурного наследия России. Лишён этого статуса приказом Комитета по культуре Ленинградской области № 14 от 28.03.2006.

## История
Здание, возведённое в 1887—1888 годах по проекту архитектора Фредрика Теслева, стало первой значительной каменной постройкой на площади Красного Колодца, границы которой были установлены разработанным выборгским губернским землемером Б. О. Нюмальмом городским планом, в соответствии с которым были снесены устаревшие укрепления Рогатой крепости и проведена перепланировка Петербургского форштадта. 
Первоначально угловой дом был трёхэтажным: верхние этажи предназначались для жилья, а на первом размещались коммерческие предприятия, самым известным из которых стала аптека, основанная в 1857 году Йоганном Казимиром фон Цвейгбергом (1841—1896). Основатель третьей выборгской аптеки Й. К. фон Цвейгберг вошёл в историю как меценат, завещавший крупную сумму на украшение Выборга. После его смерти аптечное дело продолжил Ф. Шалиен (Frithiof Schalien), позднее — Э. Койвулехто (Erkki Koivulehto). Примечательно, что помимо членов семьи аптекаря Койвулехто, квартиры в Аптечном доме занимало ещё несколько врачей. 
Фасад здания с двумя балконами по краям второго этажа был богато украшен орнаментальным декором в стиле неоренессанс и сильно выделялся на фоне окружающей малоэтажной застройки. Но маленькие деревянные дома постепенно уступали место каменным: так, в 1890 году к северу от Аптечного дома был построен двухэтажный флигель, спроектированный архитектором Йоханом Брюнольфом Бломквистом для магазина скобяных товаров со вторым жилым этажом. Затем был реконструирован первый этаж обоих корпусов: увеличены витринные окна с упрощением декора фасада. Вместо скошенного угла с балконом появился прямой угол с арочными проёмами. Новая перестройка была осуществлена в 1905 году по проекту архитектора Аллана Шульмана, предусматривавшему расширение торговых помещений магазина, соединение дома и флигеля и распространение аптеки на угловое помещение, ранее занимаемое парикмахерской. Верхние этажи были расширены путём надстройки эркера над угловым выступом. 
Городскими планами первой половины XX века предполагалась застройка района площади многоэтажными домами. Аптечный дом по высоте уступал возведённым позднее внушительным зданиям, таким, как дом купца Москвина, но его внешний облик сохранялся вплоть до советско-финских войн (1939—1944). В августе 1941 года здание сгорело, после чего долгое время стояло с заложенными кирпичом окнами первого этажа. В рамках работ по благоустройству Красной площади, получившей статус главной площади города, в 1957 году началась реконструкция аптечного дома с флигелем, окончательно объединённых в один объём с надстройкой четвёртого этажа. В условиях определяющего влияния знаменитого постановления «Об устранении излишеств в проектировании и строительстве» был утрачен нарядный внешний облик здания, лишившегося многих элементов декора фасада. Вместе с тем, расширенный Аптечный дом с фасадом, приобретшим строгие черты неоклассицизма, стал более соразмерен многоэтажной застройке площади. 
В 1959 году на первом этаже открылась студия рисования и живописи Дома культуры. Затем она была перемещена в другое здание, а весь первый этаж снова заняла центральная городская аптека, переехавшая из дома Конконена. Она располагалась в доме на Красной площади вплоть до закрытия в 2018 году, после чего её помещения занял универсам. Верхние этажи, как и ранее, жилые. На фасаде установлены две мемориальные доски в честь живших в доме почётных жителей Выборга: со стороны проспекта Ленина — доска в память о П. Ф. Ладанове, в должности председателя Выборгского горисполкома руководившем работами по послевоенному благоустройству города, а со стороны проспекта Суворова — доска в память о пограничнике А. С. Саенко, ветеране Великой Отечественной войны, руководившем местным отделением Всероссийского общества охраны памятников истории и культуры.
- Аптечный дом в 1900 году. Фото Хуго Симберга
- Интерьер аптеки в 1900 году. Фото Хуго Симберга
- Развалины дома в годы войны
- Аптечный дом в 2024 году